# ۳۴ (عدد)
۳۴به حروف سی و چهار یک عدد طبیعی است که بعد از ۳۳ و قبل از ۳۵ قرار دارد.